# レオ・ガメス
レオ・ガメス（Leo Gámez、1963年8月8日 - ）は、ベネズエラの男性元プロボクサー。サン・ファン・デ・ロス・モーロス出身。元WBA世界ミニマム級王者。元WBA世界ライトフライ級王者。元WBA世界フライ級王者。元WBA世界スーパーフライ級王者。世界4階級制覇王者にして史上初めて最軽量級からの4階級制覇と同一団体（WBAのみ）での世界4階級制覇を達成した。
本名はシルヴィオ・ラファエル・ガメス。スペイン語で「ライオン」を意味するリングネームの"レオ"は母親の姓から取った。

## 来歴
1985年2月14日、プロデビュー。
1987年4月30日、13戦目でベネズエラライトフライ級王座獲得。8月22日には初防衛に成功。
1988年1月10日、世界初挑戦。空位のWBA世界ミニマム級王座を金奉準（ 韓国）と争い、12回判定勝ち。17戦目にして無敗のまま世界王者となった。4月24日の初防衛戦で日本のリングに初登場。東京・後楽園ホールで横沢健二（ 日本/三迫）と対戦し、3回TKO勝ち。王座防衛に成功するが、この試合以降、1年半試合から遠ざかり、王座も返上する。
1990年4月29日、2階級制覇を目指し世界再挑戦。WBA世界ライトフライ級王座を14度防衛中の柳明佑（ 韓国）に挑む。再三にわたり王者を苦しめたが、12回判定負けで偉業達成ならず。また、デビュー以来の連勝も20でストップした。11月10日、柳に再挑戦するが、ここでも12回判定負けを喫した。
1991年10月5日、フライ級での世界挑戦。WBA世界同級王者金容江（ 韓国）に挑むが、ここでも12回判定負けを喫した。
1993年10月21日、日本で2度目の試合（後楽園ホール）。柳の引退・王座返上で空位となったWBA世界ライトフライ級王座を八尋史朗（ 日本/帝拳）と争い、9回TKO勝ち。2階級制覇を達成する。その後、1つの引き分けを含み3度の防衛に成功。
1995年2月4日、4度目の防衛戦で元WBA世界ミニマム級王者崔煕庸（ 韓国）と対戦し、12回判定負け。王座から陥落。
1995年5月20日、再起戦でWBAラテンアメリカフライ級王座決定戦に出場。同国人の元WBA世界フライ級王者アキレス・グスマンを12回判定に降し、王座獲得。9月18日には初防衛に成功。
1996年3月23日、WBAラテンアメリカ王座在位のまま世界挑戦。WBA世界フライ級王者セーン・ソー・プルンチット（ タイ）に挑むが、12回判定負けで王座奪取ならず。
1996年10月7日、WBAラテンアメリカ王座2度目の防衛戦でグスマンと再戦し、12回判定負けを喫し、王座から陥落。その後、2年間リングから遠ざかる。
1998年10月3日、2年ぶりの復帰戦でWBAラテンアメリカ王座再挑戦。同国人のヒルベルト・ゴンザレスを8回KOに降し、王座復帰を果たした。
1999年3月13日、通算12度目の世界戦。WBA世界フライ級王者ウーゴ・ソト（ アルゼンチン）に挑み、3回TKO勝ち。ストロー級王座獲得から11年を経て、3階級制覇を達成。
1999年5月29日、WBA世界フライ級王座在位のままWBA世界スーパーフライ級暫定王座決定戦に出場。元WBO世界ライトフライ級王者ホセ・カマーチョ（ プエルトリコ）を8回TKOに降し、これで4階級制覇達成。なお、この王座はすぐに返上。
1999年9月3日、WBA世界フライ級王座初防衛戦。ソーンピチャイ・クラティンデーンジム（ タイ）に8回KOで敗れ、王座陥落。この試合がプロデビュー以来、初のKO負けとなった。その後、1年余りのブランク。
2000年10月9日、3度目の日本での試合。名古屋・愛知県体育館でWBA世界スーパーフライ級王者戸高秀樹（ 日本/緑）に挑み、7回KO勝ち。これで正規世界王座4階級制覇を達成。
2001年3月11日、初防衛戦（4度目の日本での試合=横浜アリーナ）でセレス小林（ 日本/国際）と対戦し、10回TKO負け。王座から陥落した。
2002年11月8日、シュガー・レイ・レナード、トーマス・ハーンズ、オスカー・デ・ラ・ホーヤ（いずれも アメリカ合衆国）に次ぐ4人目の5階級制覇を懸け、WBA世界バンタム級王者ジョニー・ブレダル（ デンマーク）に挑むも、12回判定負け。
2003年10月4日、WBA世界バンタム級暫定王座決定戦に出場（5度目の日本での試合=東京・両国国技館）。3年前にスーパーフライ級王座を奪取した戸高と再戦するが、12回判定負け。3年前の雪辱を許す。
2005年12月22日、プーンサワット・クラティンデーンジム（ タイ）が持つWBA世界バンタム級暫定王座に挑むも12回判定負け。この試合を最後に現役を引退した。

## 通算戦績
48戦 35勝（26KO）12敗 1分

## 獲得タイトル
- WBA世界ミニマム級王座（防衛1=返上）
- WBA世界ライトフライ級王座（防衛3）
- WBA世界フライ級王座（防衛0）
- WBA世界スーパーフライ級暫定王座（防衛0=返上）
- WBA世界スーパーフライ級王座（防衛0）

※WBA世界王座4階級制覇を達成